# Paula Marosi
Paula Marosi-Földessy (* 3. November 1936 in Budapest als Paula Marosi; † 4. März 2022 ebenda) war eine ungarische Florettfechterin.

## Leben
Paula Marosi begann 1950 mit dem Fechten und wurde 1962 in Buenos Aires mit der Mannschaft Weltmeister und belegte 1966 in Moskau mit ihr den zweiten Platz. Sie nahm an zwei Olympischen Spielen teil. Bei den Olympischen Spielen 1964 in Tokio traf sie mit der ungarischen Equipe im Finale auf die Sowjetunion und blieb mit 9:7 siegreich. Gemeinsam mit Lídia Dömölky-Sákovics, Katalin Juhász, Judit Ágoston-Mendelényi und Ildikó Ujlakiné-Rejtő wurde sie damit Olympiasiegerin. 1968 in Mexiko-Stadt zog sie im Mannschaftswettbewerb erneut ins Finale gegen die Sowjetunion ein, das mit 3:9 verloren wurde.
Paula Marosi wurde insgesamt 8 mal ungarische Meisterin.
Ihr Bruder József Marosi war ebenfalls olympischer Fechter. Sie war bis zu seinem Tod im Juni 2020 mit dem ehemaligen Weitspringer Ödön Földessy verheiratet, der 1952 olympisches Bronze gewann.